# Strandhaus Döse

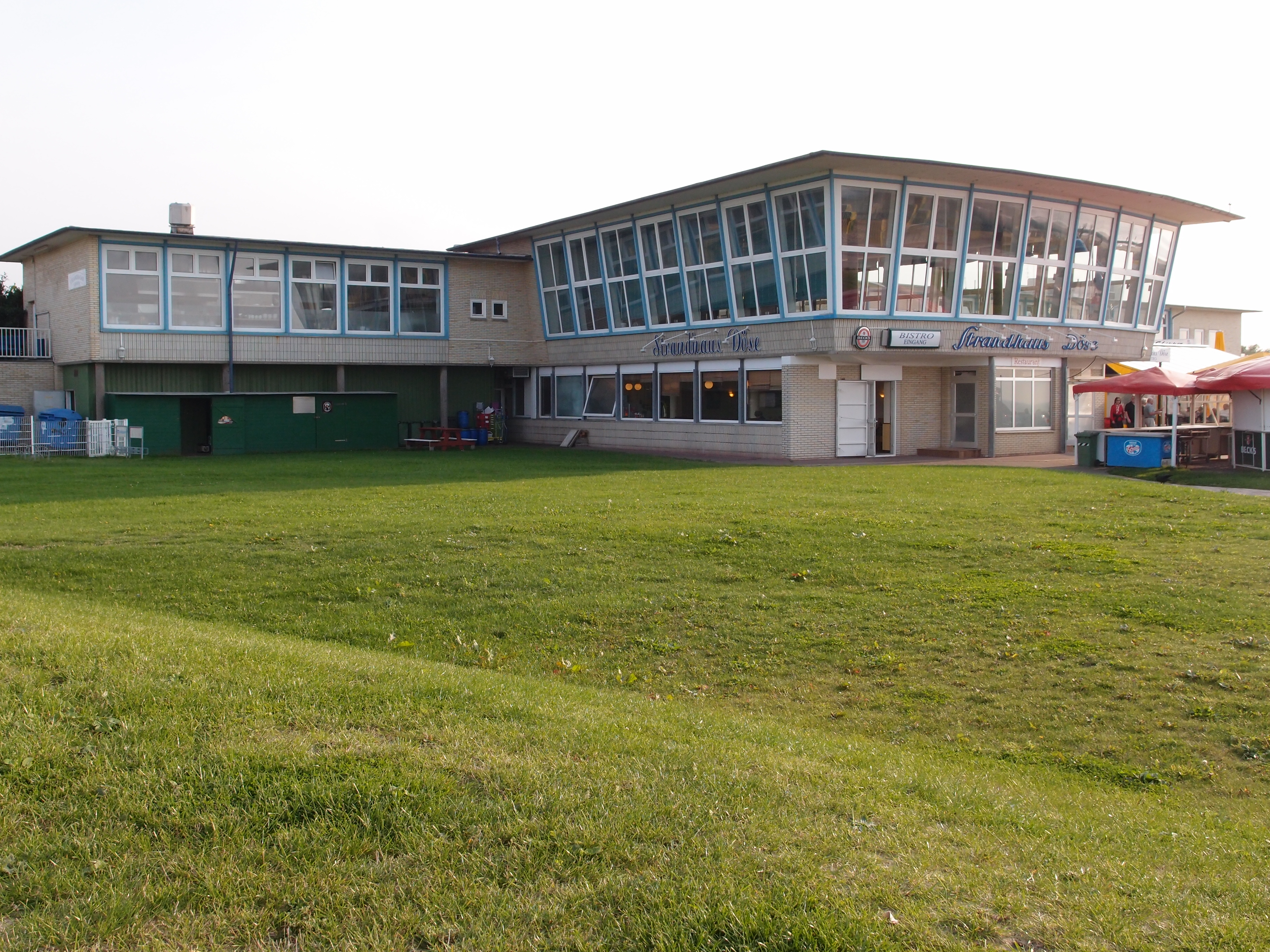
Strandhaus Döse

Das  Strandhaus Döse in Cuxhaven-Döse am Steinmarner Seedeich, Auf dem Seedeich/Strandhausallee, steht unter niedersächsischem Denkmalschutz und ist in der Liste der Baudenkmale der Außenbezirke der Stadt Cuxhaven enthalten.

## Geschichte
Für die Besucher des Döser Strandes gab es nach dem Zweiten Weltkrieg keinen Aufenthaltsraum, kein Restaurant und keine sanitären Anlagen. Für den Bau einer Strandhalle fand 1953 ein Ideenwettbewerb statt und von 73 eingereichten Arbeiten erhielt der Entwurf von Walter Söhnker, Hamburg, den Ersten  Preis und er wurde realisiert.
Das zweigeschossige Strandhaus von 1955 besteht aus dem verglasten Obergeschoss mit Sicht auf den Strand und der Außenelbe als viel befahrene Schifffahrtsstraße sowie dem Erdgeschoss mit Gast- und Betriebsräumen und  den Umkleidekabinen. Das Gebäude wurde auf der leicht erhöhten ehemaligen Batterie Hipper, in zentraler Lage des Strandes zwischen Kugelbake und Duhnen, errichtet.
Heute (2020) wird das sanierte Gebäude durch ein Panorama-Restaurant mit bis zu 200 Plätzen, die Deichschänke, das Strandbistro und eine Terrasse genutzt. Das Restaurant ist allerdings seit dem Sommer 2024 geschlossen. Die Umkleiden, Duschen und WCs befinden sich in einem separaten Gebäude, wie auch dazwischen der Musikpavillon.